# Zaria Art Society
La Zaria Art Society ou Zaria Art School est un collectif d'artistes créé par des élèves du Nigerian College of Arts en 1958 en réaction à l'enseignement exclusivement occidental des beaux-arts dans cette institution.
Les élèves de ce collectif, dont les fondateurs sont les modernistes Yusuf Grillo, Bruce Onobrakpeya, Uche Okeke, Oseloka Osadebe et Demas Nwoko (en) notamment, sont appelés Zaria Rebels.

## Histoire

### Contexte
Comme plusieurs pays en Afrique au tournant des années 1960, le Nigeria est au cœur d'un conflit politique pour acquérir son indépendance et avec elle un débat sur l'esthétique nationale. Les intellectuels nigérians — parmi lesquels des écrivains comme Wole Soyinka et Chinua Achebe, le compositeur Akin Euba, et les peintres Uche Okeke et Demas Nwoko (en) — sont éduqués à la pensée occidentale mais « intensément conscients » de la contribution des civilisations africaines. La vie intellectuelle nigériane est foisonnante, et la plupart des intellectuels et artistes de la région sont proches des auteurs du Black Orpheus (créé en 1956), du Mbari Club (créé en 1961) et de la Society of Nigerian Artists (it) (en 1963).
Le personnel enseignant de l'école nationale des beaux-arts, le Nigerian College of Arts (par la suite intégrée à l'actuelle université Ahmadu-Bello) à Zaria, est principalement constitué de Britanniques qui enseignent des techniques de style occidental. Des élèves de cette école, sensibles à une approche plus moderniste de l'art, comme Yusuf Grillo, Bruce Onobrakpeya, Uche Okeke, Oseloka Osadebe et Demas Nwoko (en), s'opposent ainsi à l'imposition des idées des écoles d'art européennes aux jeunes artistes africains et militent pour un changement du programme afin d'inclure une pratique esthétique africaine,,,,,.

### Création et démarche
La Zaria Art Society est ainsi créée par ces élèves le 9 octobre 1958 et Okeke en est le président. Les artistes de la Zaria Art Society, appelés aussi « Zaria Rebels », s'appuient sur l'euphorie du nationalisme exalté pendant le processus d'indépendance du pays mais également sur la nécessité de créer un nouvel art. Ils sont inquiets par l'influence grandissante de la culture et de l'art occidentaux et le risque de voir disparaître les traditions et les idées artistiques locales. C'est ainsi que le collectif base sa démarche artistique sur la théorie de la « synthèse naturelle » énoncée par Uche Okeke, dans laquelle l'artiste suggère qu'il faut fusionner les arts visuels indigènes avec les arts visuels « utiles » des Occidentaux pour trouver une expression universelle. Chacun des artistes explore ses racines nigérianes (par exemple, Bruce Onobrakpeya puise dans ses traditions chrétiennes et urhobo tandis qu'Uche Okeke puise dans ses racines igbo et le dessin uli,) et les font dialoguer avec une société qui est en train de basculer des traditions coloniales ou traditionnelles vers une nouvelle plus moderne et indépendante. Les Zaria Rebels ont ainsi créé des œuvres qui reflètent l'ensemble des cultures du territoire nigérian,.
La production littéraire d'Uche Okoke s'appuie sur les idées de panafricanisme et de négritude, cherchant à restaurer « la dignité de la personne africaine après des décennies d'assujettissement colonial ». C'est notamment le style convaincant de ses essais qui vaut au collectif le titre de « rebelles de Zaria ».
Bien que la Zaria Art Society soit également appelée Zaria Art School — soit : école d'art Zaria —, elle n'a aucune vocation d'enseignement et ses membres se réunissent pour discuter et produire des travaux en dehors des cours de l'université. Leur démarche demeure totalement à la marge de celle-ci, ses professeurs désapprouvant d'ailleurs toute initiative de leurs étudiants en dehors de l'institution.

### Membres et postérité
Les membres principaux de ce groupe sont Bruce Onobrakpeya, Demas Nwoko (en), Yusuf Grillo, Simon et Uche Okeke, Jimoh Akolo, Oseloka Osadebe et Emmanuel Odita,,. Diplômés en 1960, leur groupe a néanmoins une durée de vie très courte, puisqu'il est dissous en 1962.
Ses intégrants deviennent généralement professeurs d'art dans tout le pays. Ils convergent cependant autour du Mbari Club, un centre d’activités culturelles composé d’écrivains, d’artistes et de musiciens africains créé à Ibadan en 1961, à « un moment crucial de transition » dans le pays. La proximité de nombreux artistes a créé une synergie culturelle qui a donné une nouvelle impulsion artistique au Nigeria,.
Quoique d'une durée de vie très courte, la Zaria Art Society a eu une grande influence sur l'art contemporain nigérian et l'œuvre des « rebelles de Zaria » définit toujours le concept de celui-ci.